# ناحیه لژه
لِژه نام یکی از استان‌های سی‌وشش‌گانه کشور آلبانی است.